# バレーボールチャイニーズタイペイ男子代表
バレーボールチャイニーズタイペイ男子代表は、バレーボールの国際大会で編成される中華民国（台湾）（チャイニーズタイペイ（中華台北））の男子バレーボールナショナルチームである。

## 歴史
1982年に国際バレーボール連盟へ加盟。1986年世界選手権では本大会に初出場し15位に入った。2002-2003年には、初の外国人監督として元全日本監督・寺廻太を招聘した。2006年ドーハアジア大会は2次リーグ敗退で9位に終わった。

## 過去の成績

### オリンピックの成績
- 2000年 - 予選敗退
- 2004年 - 不参加 最終予選出場辞退
- 2008年 - 最終予選敗退

### 世界選手権の成績
1949年から1982年まで出場なし
- 1986年 - 15位
- 1990年 - 予選敗退
- 1994年 - 予選敗退
- 1998年 - アジア予選敗退
- 2002年 - アジア予選敗退
- 2006年 - アジア予選敗退
- 2010年 - アジア予選敗退

### アジア選手権の成績
| - 1983年 - 4位 - 1987年 - 6位 - 1989年 - 9位 - 1991年 - 5位 - 1993年 - 10位 - 1995年 - 6位 | - 1997年 - 4位 - 1999年 - 7位 - 2001年 - 6位 - 2003年 - 9位 - 2005年 - 13位 - 2007年 - 8位 | - 2009年 - 8位 - 2011年 - 13位 - 2013年 - 9位 - 2015年 - 6位 |